# Dino Rora

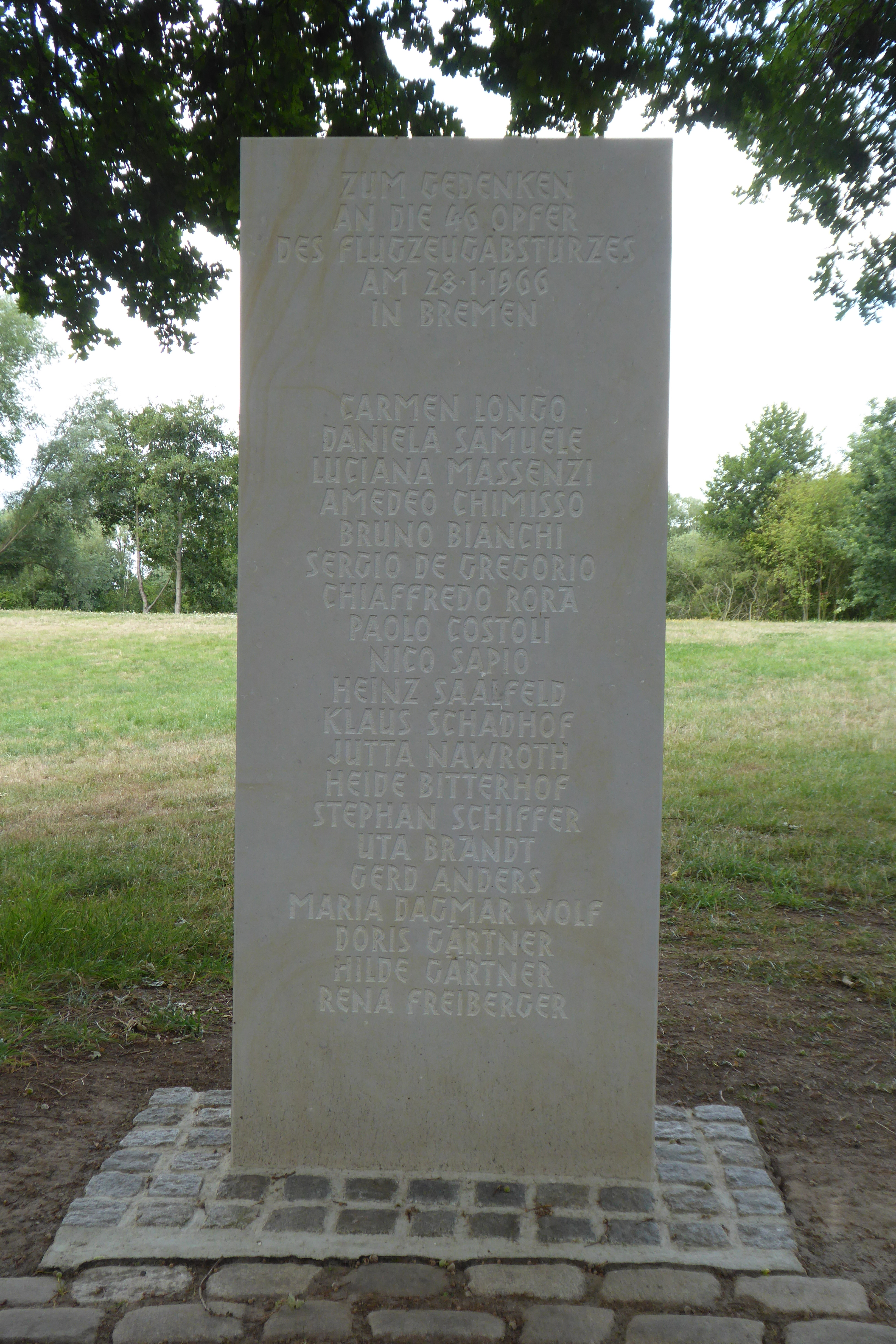
Gedenkstein an der Norderländer Straße von Bremen nach Stuhr

Chiaffredo „Dino“ Rora (* 5. März 1945 in Turin; † 28. Januar 1966 in Stuhr) war ein italienischer Schwimmer. Er gewann eine Gold- und eine Bronzemedaille bei Mittelmeerspielen.

## Karriere
Dino Rora schwamm für FIAT Torino.
In der italienischen Nationalmannschaft debütierte Rora 1961, 1962 war er Ersatzmann bei den Schwimmeuropameisterschaften 1962 in Leipzig.
Bei den Mittelmeerspielen 1963 in Neapel wurde Rora Dritter über 200 Meter Rücken. Die italienische 4-mal-100-Meter-Lagenstaffel siegte vor den Franzosen und den Spaniern. 1964 bei den Olympischen Spielen in Tokio war Dino Rora im Halbfinale Neuntschnellster und schied damit aus. Die italienische 4-mal-100-Meter-Lagenstaffel mit Dino Rora, Gian Corrado Gross, Giampiero Fossati und Pietro Boscaini erreichte das Finale und wurde Siebte.
Bis Ende 1965 hatte Rora 15 italienische Meistertitel auf Einzelstrecken erschwommen und war in 15 internationalen Einsätzen für Italien angetreten. 1966 befand sich das italienische Team mit den Olympiateilnehmern von 1964 Bruno Bianchi, Dino Rora und Sergio De Gregorio sowie mit Amedeo Chimisso, Carmen Longo, Daniela Samuele und Luciana Massenzi und mit dem Trainer Paolo Costoli auf der Anreise zum 10. Internationalen Schwimmfest des Bremer Schwimmclubs, als der Lufthansa-Flug 005 abstürzte. Die vier Besatzungsmitglieder und alle 42 Passagiere starben.